# Kapryśne lato (opowiadanie)
Kapryśne lato (cz. Rozmarné léto) – opowiadanie czeskiego pisarza Vladislava Vančury, opublikowane w 1926. Utwór nawiązuje do tradycji prozy renesansowej w stylu Dekamerona Giovanniego Boccaccia i powiastki filozoficznej. Składa się z krótkich rozdziałów. Najsłynniejszym zapewne cytatem z książki jest zdanie Tento způsob léta [...] zdá se mi poněkud nešťastným. Bohaterami opowiadania są trzej przyjaciele, majster, major i kanonik, którzy spędzają wakacje w podrzędnym kurorcie, dyskutując na różne tematy. Z bezczynności wytrąca ich przyjazd trupy cyrkowej składającej się z zaledwie dwóch osób, wędrownego magika i jego pięknej asystentki.
Opowiadanie zostało sfilmowane przez Jiřego Menzla. Na język polski przełożył je Zdzisław Hierowski.